# مرز هوایی

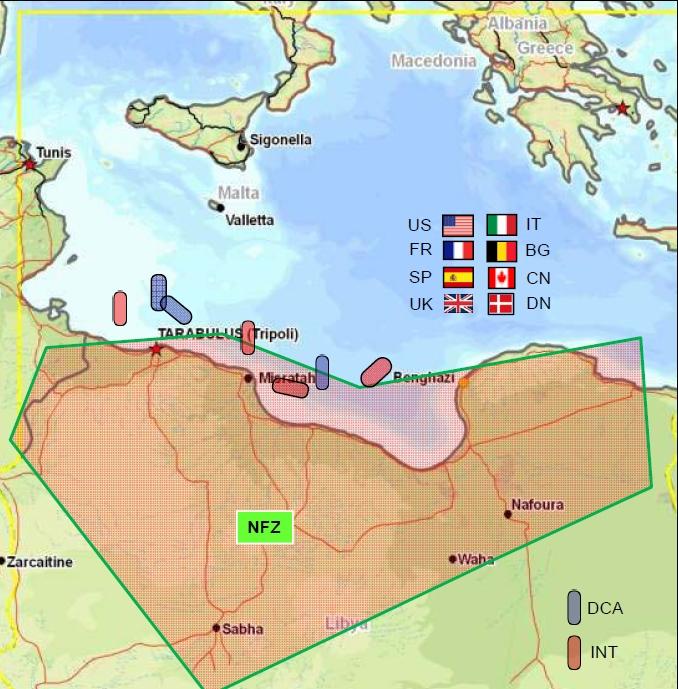
مثالی از مرز هوایی کشور لیبی که شامل محدودا جغرافیایی و دریایی آن می‌شود.

مرز هوایی یا حریم هوایی (به انگلیسی: Airspace) بخشی از جو بالای قلمروی یک کشور است که توسط آن کشور کنترل می‌شود که شامل آب‌های سرزمینی یا به صورت کلی‌تر، هر بخش سه بعدی خاص از جو است. این مفهوم با هوافضا فرق دارد که اصطلاحی کلی برای جو زمین و فضای بیرونی در مجاورت آن است.

## دسته‌بندی در آمریکا
مرز هوایی مراقبت شده در جایی وجود دارد که در آن مراقبت پرواز نیاز به نوعی مراقبت اجرایی مثبت بر هواپیمای در حال پرواز در مرز هوایی دارد. با این حال، مراقبت پرواز لزوماً به معنی مراقبت بر اساس مقررات پرواز بصری (VFR) در این مرز هوایی نیست.
مرز هوایی مراقبت نشده جایی است که در آن مقررات مراقبت پرواز قابل اجرا نیستند. هر چند که ممکن است به صورت مشاوره‌ای اعمال شود. تنها، فضای درجه G مرز هوایی غیرقابل کنترل است.
مرز هوایی ممکن است به زمینه‌ها و مناطق گوناگون تقسیم شود. از جمله مکان‌هایی که در آن محدودیت‌هایی در فعالیت‌های پروازی یا ممنوعیت کامل وجود دارد.

## مرز افقی
بر اساس قوانین بین‌المللی، مفهوم مرز هوایی یک کشور با تعریف دریایی از آب‌های سرزمینی به عنوان ۱۲ مایل دریایی (۲۲٫۲ کیلومتر) از خط ساحلی آن کشور، مرتبط است. مانند مفهوم «آب‌های آزاد» در کنوانسیون ملل متحد در مورد حقوق دریاها محدوده درون سرزمینی هیچ کشوری، محدوده بین‌المللی در نظر گرفته نمی‌شود. با این حال، ممکن است مانند اقیانوس‌ها یک کشور با توافق بین‌المللی، مسئولیت کنترل بخش‌هایی از مرز هوایی بین‌المللی را به عهده بگیرد. به عنوان نمونه، آمریکا، سرویس مراقبت پرواز بر بخش بزرگی از اقیانوس آرام را (حتی در مرزهای هوایی بین‌المللی) فراهم می‌کند.

## مرز عمودی
هیچ توافق بین‌المللی در مورد حد عمودی مرز هوایی وجود ندارد (مرز فضای بیرونی که تابع قوانین و مرز هوایی ملی نیست). با پیشنهادهای مختلفی از حدود ۳۰ کیلومتر (۱۹ مایل) (بالاترین ارتفاع پرواز هواپیما و بالون) تا ۱۶۰ کیلومتر (۹۹ مایل) (پایین‌ترین حد ماهواره‌های پایدار پایین پرواز) شده‌است. فدراسیون بین‌المللی هوانوردی، خط کارمن را در ارتفاع ۱۰۰ کیلومتر (۶۲ مایل) به عنوان مرز بین جو و فضای بیرونی زمین فرض کرده‌است. درحالی‌که آمریکا هر کسی را که در ارتفاع بالاتر از ۸۰ کیلومتر (۵۰ مایل پرواز) به عنوان فضانورد در نظر می‌گیرد. در واقع شاتل‌های فضایی در هنگام فرود بدون اینکه از پیش، از کشوری (مانند کانادا) درخواست مجوز کنند در بالاتر از ۸۰ کیلومتری (۵۰ مایلی) آن کشور پرواز می‌کنند. با این حال هر دو محدوده خط کارمن و تعریف آمریکا صرفاً معیارهای کاری و بدون هیچ گونه مجوز قانونی واقعی بر سر مسائل مربوط به حاکمیت ملی هستند.
جدایش بین مرز هوایی عمومی و خصوصی حقوق هوا توسط قوانین ملی یا محلی تعریف می‌شوند.